# Єфремов Ігор Леонідович
Єфремов Ігор Леонідович — радянський і російський композитор, автор музики для ігрових і мультиплікаційних фільмів, популярних пісень. 

## Біографічні відомості
Народився 23 квітня 1939 р. у Воронежі. Закінчив Горьківське музичне училище (1958—1961), Горьківську консерваторію  ім. М. І. Глінки (1972, клас А. Нестерова), Московську державну консерваторію ім. П. І. Чайковського (1963—1969 по класу фортепіано і композиції).
Автор інструментальних творів і музики до 80 художнім і мультиплікаційних фільмів. Працював із кінорежисерами М. Орловим, Л. Нечаєвим, Т. Лисиціан, Н. Збандут та ін.  
Автор музики до українського телефільму: «Чарівний голос Джельсоміно» (1977, 2 с). Член Спілки композиторів Росії.

## Фільмографія
- «Коли кваплять хвилини» (1969, короткометражний)
- «П'ятий день осінньої виставки» (1969, короткометражний)
- «Вітька» (1970, короткометражний)
- «Фітіль»: «Стандартний випадок» | №101 (1970, короткометражный)
- «Варька» (1971, короткометражний)
- «Перші зустрічі» (1973, мультфільм)
- «Чарівник Смарагдового міста» (1973—1974, 10-серійний мультфільм)
- «Бим, Бам, Бом і Вовк» (1974, мультфільм)
- «Привіт, тітко Лиса!» (1974, мультфільм)
- «Мільйонерка» (1974, фільм-спектакль)
- «Розвага для старичків» (1976)
- «Осьминіжки» (1976, мультфільм)
- «Сон автолюбителя» (1976, мультфільм)
- «Чотири пори року» (1976)
- «Вогненний міст» (1976)
- «Весела карусель»: «За клацання», фільм 9-й (1977, мультфільм)
- «Про дудочку і пташку» (1977, мультфільм)
- «Чарівний голос Джельсоміно» (1977, 2 с., Одеська кіностудія)
- «Незнайко в Сонячному місті» (1976—1977, 9-серійний мультфільм)
- «Попереднє розслідування» (1978)
- «П'ята пора року» (1978)
- «Подарунок для найслабшого» (1978, мультфільм)
- «Вовка-тренер» (1979, мультфільм)
- «Де ж ведмежа?» (1979, мультфільм)
- «Приїжджайте в гості» (1979, мультфільм)
- «Прилітав марсіанин в осінню ніч» (1979)
- «Синдикат-2» (1980)
- «Олімпіада-80» (1980, 6 серій, мультфільм)
- «Головний конструктор» (1980)
- «На Гранатових островах» (1981)
- «Нітрохи не страшно» (1981, мультфільм)
- «Хочу, щоб він прийшов» (1981)
- «Він попався!» (1981, мультфільм)
- «Місце під сонцем» (1982)
- «Борець» (1982, мультфільм)
- «Місце під сонцем» (1982, короткометражний)
- «Рік активного сонця» (1982)
- «Жива іграшка» (1982, мультфільм)
- «Стара, двері закрий!» (1982, мультфільм)
- «Змій на горищі» (1983, мультфільм)
- «Попався, який кусався!» (1983, мультфільм)
- «Шалтай-базікай» (1983, мультфільм)
- «Таємниця вілли „Грета“» (1983)
- «Така жорстка гра — хокей» (1983)
- «Рудий, чесний, закоханий» (1984)
- «Дім, який побудували всі» (1984, мультфільм)
- «Найкраща дорога нашого життя» (1984)
- «Тихі води глибокі» (1984)
- «КОАПП» (1984, багатосерійний мультфільм)
- «В. Давидов і Голіаф» (1985)
- «В бездоріжжя» (1986)
- «Загадковий спадкоємець» (1987)
- «Пітер Пен» (1987)
- «Репетитор» (1987)
- «Влюблива ворона» (1988, мультфільм)
- «Жінки, яким пощастило» (1989)
- «Доктор Бартек і смерть» (1989, мультфільм)
- «Пропала совість» (1989, мультфільм)
- «Сестрички-звички» (1989, мультфільм)
- «Розумна собачка Соня» (1991, мультфільм)
- «Зустріч з духоборцями Канади» (1991, документальний)
- «Злочин лорда Артура Севіла» (1991, мультфільм)
- «Великий наліт» (1991, мультфільм)
- «Непередбачені візити» (1991—1992, 4 серії)
- «Самовідданий заєць» (1992, мультфільм)
- «Кілька сторінок із життя примари» (1993, мультфільм)
- «Повернення кота Леопольда» (1993, багатосерійний мультфільм)
- «Бояка мухи не образить» (1994—1995, мультфільм)
- «Постріл» (2000, мультфільм)
- «Казка про вовка» (2007, мультфільм) та ін.